# 横道河子站
横道河子站，位于黑龙江省海林市横道镇，是滨绥铁路沿线车站。距哈尔滨站272公里，绥芬河站276公里。现隶属中国铁路哈尔滨局集团牡丹江铁路分局管辖，为三等站，共有16趟旅客列车经过。

## 历史
横道河子站随原中东铁路的开工而设立，在中东铁路的建设过程中，为克服铁路翻越张广才岭的困难，大批沙俄工程人员驻扎在位于张广才岭东侧的横道河子镇。横道河子镇一度成为铁路建设的指挥中心。
中东铁路开通后，在横道河子站设立了中东铁路九号机务段，以为需要翻越弯大坡多的张广才岭路段的列车加挂补机，来获得所需的足够动力。横道河子机车库于1903年建成。整个建筑平面为扇形，离车库30米远的调转机车盘分头向扇形车库通去，共有十五个车库门，每一个库门为一个单位，各个车库门为拱形。由于蒸汽机逐渐被内燃机所淘汰，1990年横道河子机车库停止使用。2006年被列为全国重点文物保护单位。